# ملكة جمال العالم 1966
ملكة جمال العالم 1966 هي نسخة مسابقة ملكة جمال العالم السادسة عشرة في تاريخ مسابقة ملكة جمال العالم منذ انطلاقتها عام 1951، عقدت المسابقة في 17 نوفمبر 1966 في مسرح لايسيوم في لندن ، المملكة المتحدة. في نهاية الحدث توجت ريتا فاريا من الهند ، أول مندوبة آسيوية تفوز بلقب ملكة جمال العالم. من قبل ملكة جمال العالم 1965 ، ليزلي لانغلي من المملكة المتحدة.

## النتائج

### المراكز النهائية

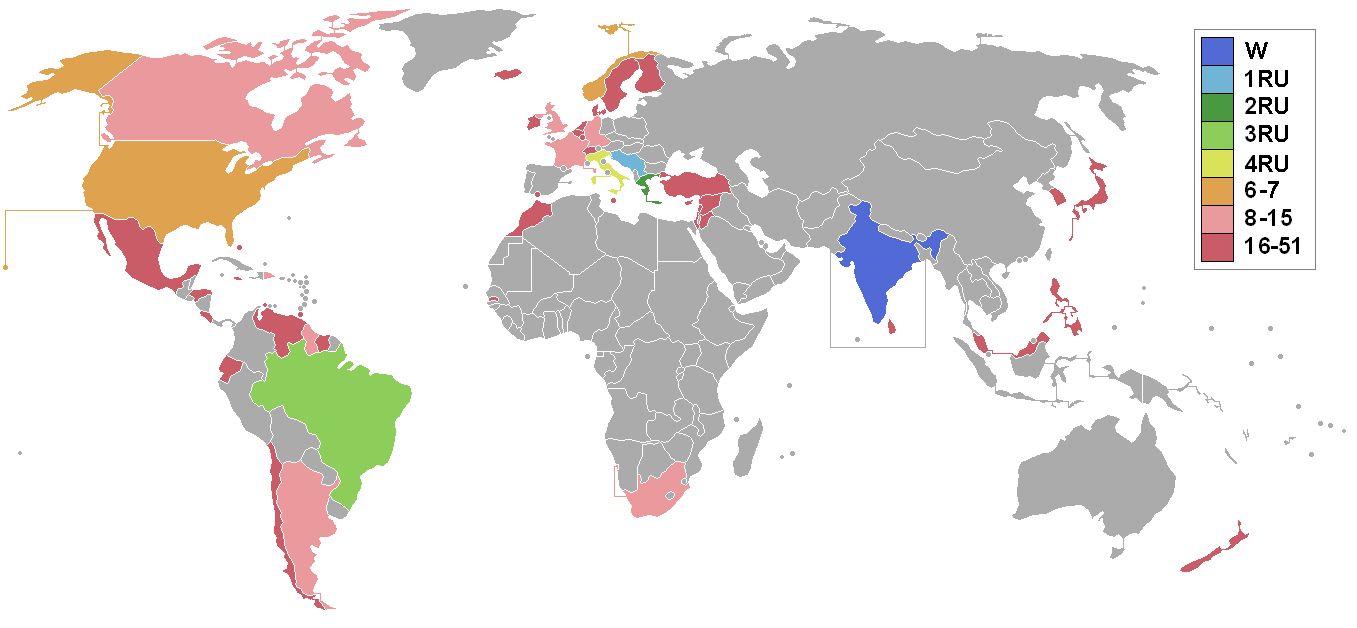
البلدان والأقاليم التي أرسلت المندوبين والنتائج

| النتائج النهائية      | المتنافسة |
| --------------------- | --- |
| ملكة جمال العالم 1966 | - الهند - ريتا فاريا |
| الوصيفة الأولى        | - يوغوسلافيا - نيكيكا مارينوفيتش |
| الوصيفة الثانية       | - اليونان - إيفي فانتيني بلومبي |
| الوصيفة الثالثة       | - البرازيل - مارلوتشي روشا |
| الوصيفة الرابعة       | - إيطاليا - جيولا كاربونارا |
| الوصيفة الخامسة       | - النرويج - بيرجيت أندرسن |
| الوصيفة السادسة       | - الولايات المتحدة - دينيس استيل بلير |
| أفضل 15               | - الأرجنتين - جراسيلا جاردوني - كندا - ديان كولتر - جمهورية الدومينيكان - جانيت دوتيل - فرنسا - ميشيل بولي - ألمانيا - جوتا دانسك - غويانا - أمبليتا فان سلويتمان - جنوب أفريقيا - جوهانا كارتر - المملكة المتحدة - جنيفر سامرز |

## المتسابقات
- الأرجنتين - غراسيلا جواردوني
- أروبا - رينا باتريشيا هيرنانديز
- البهاما - دوروثي كوبر
- بلجيكا - ميراي دي مان
- البرازيل - مارلوتشي مانفايلر روشا
- كندا - ديان كولتر
- سيلان - بريسيلا مارتينسين
- تشيلي - اميليا جالاز
- كوستاريكا - سونيا مورا
- قبرص - أنولا الفاليوتو
- الدنمارك - إيرين بولر هانسن
- جمهورية الدومينيكان - جانيت دوتيل مونتيس دي أوكا
- الإكوادور - أليخاندرا فاليجو كلاير
- فنلندا - ماريتا جيلمان
- فرنسا - ميشيل بولي
- غامبيا - اومي باري
- ألمانيا - جوتا دانسكي
- جبل طارق - جريس فالفيردي
- اليونان - إيفي فونتيني بلومبي
- غيانا - أومبليتا فان سلويتمان
- هولندا - آنكي جيرتس
- هندوراس - دانيرا ميرالدا بوينز
- أيسلندا - أوور هاراردوتير
- الهند - ريتا فاريا
- أيرلندا - هيلين ماكماهون
- إسرائيل - سيغولا جوهر
- إيطاليا - جيجليولا كاربونارا
- جامايكا - إيفون والتر
- اليابان - هارومي كوباياشي
- الأردن - فيرا جليل خميس
- كوريا - تشونغ إيل سون
- لبنان - مارلين طالح
- ليبيريا - مارييت صوفي ستيفانو
- لوكسمبورغ - ميرلين تيريز ماكلفي
- ماليزيا - ميرلين تيريز مكلفي
- مالطا - مونيكا سونورا
- المكسيك - ماريا سيسيليا غونزاليس دوبري
- المغرب - نعيمة نعيم
- نيوزيلندا - هيذر جيتينجز
- النرويج - بيرجيت أندرسن
- الفلبين - فيفيان لي استريا
- جنوب أفريقيا - جوانا مود كارتر
- سورينام - ليندا هاسيلهوف
- السويد - إنغريد آنا أندرسون
- سويسرا - جانين سولينر
- سوريا - فريلي جلال
- ترينيداد وتوباغو - ديان دي فريتاس
- تركيا - انسي اسينا
- المملكة المتحدة - جنيفر لوي سامرز
- الولايات المتحدة - دينيس إستل بلير
- فنزويلا - جانيت كوب أريناس
- يوغوسلافيا - نيكيكا مارينوفيتش

## الروابط الخارجية
- موقع ملكة جمال العالم الرسمي